# Syzygiella variegata
Syzygiella variegata là một loài rêu tản trong họ Jungermanniaceae. Loài này được (Lindenb.) Schiffner miêu tả khoa học lần đầu tiên năm 1893.